# 九州旅客鉄道社員研修センター

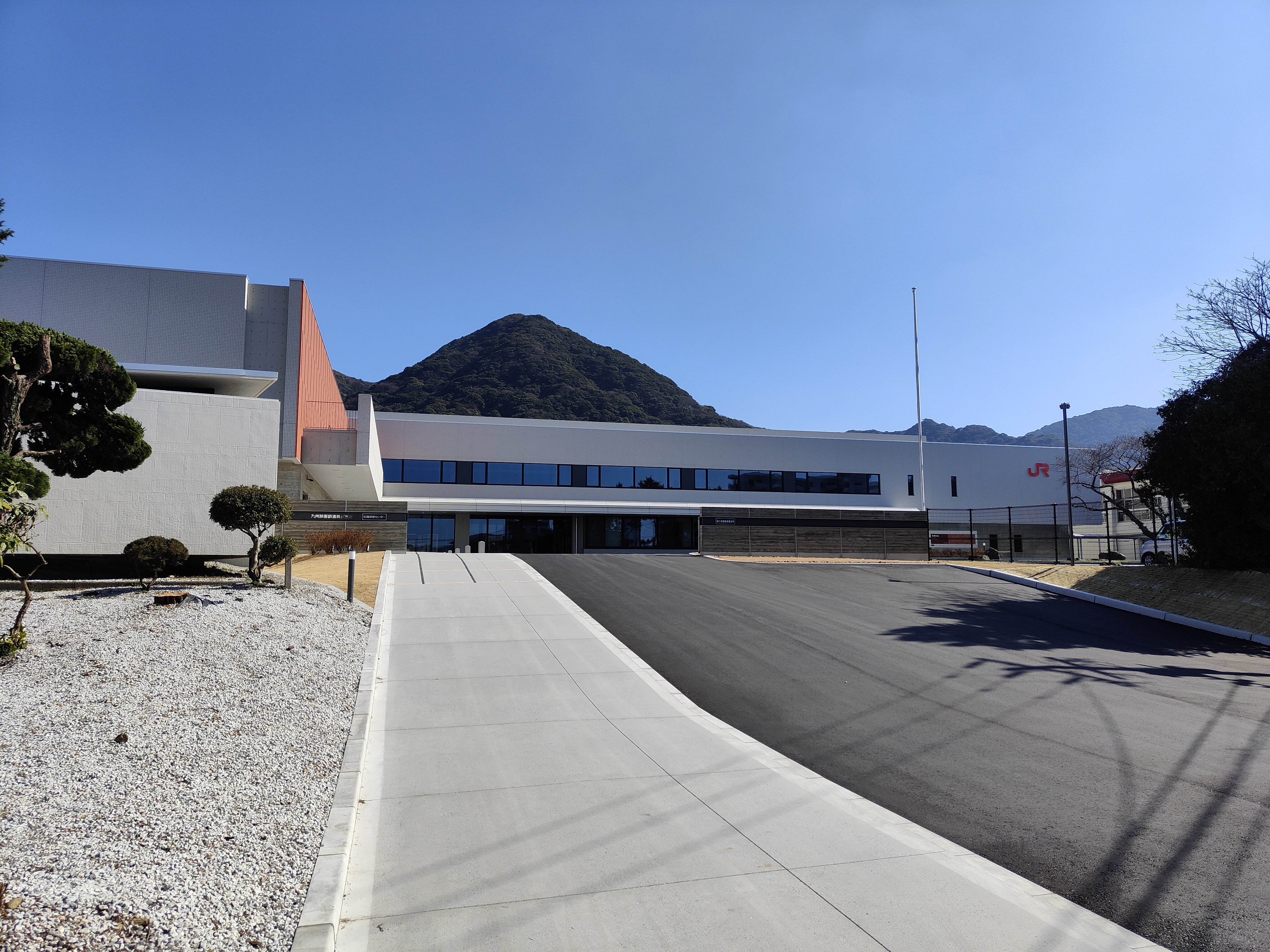
JR九州社員研修センター

社員研修センター（しゃいんけんしゅうセンター）は福岡県北九州市門司区新原町8-1に存在する九州旅客鉄道（JR九州）の研修施設の名称である。日本国有鉄道時代の名称は九州鉄道学園であった。動力車操縦者養成施設を兼ねている。

## 概要

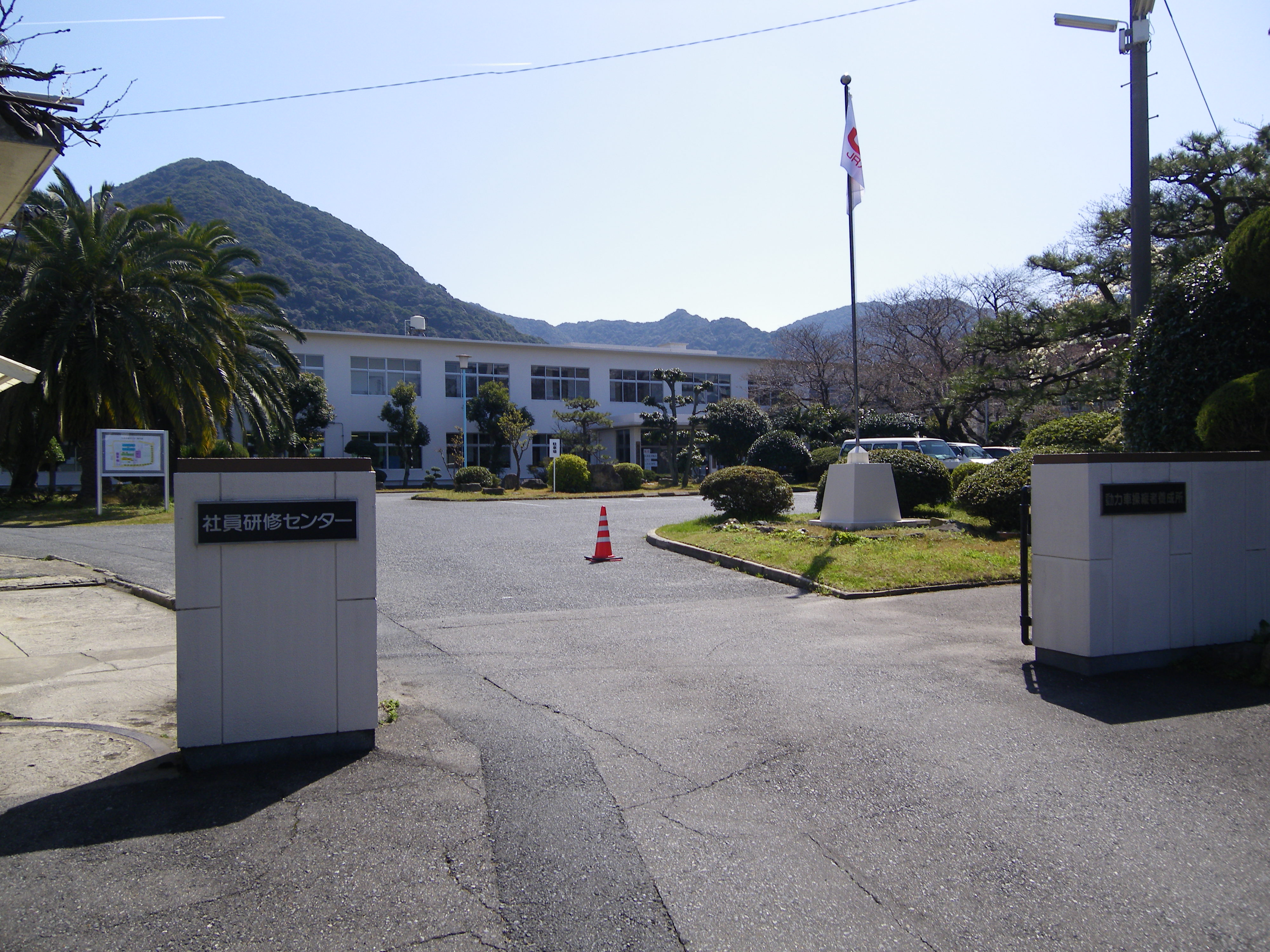
建て替え前の社員研修センター

主に新入社員研修、車掌研修、運転士（動力車操縦者）研修等に使われ、研修生は施設内にある寮にて泊り込みで研修を行う。施設内には新幹線運転士の養成施設や各種実習室のほか講堂、食堂、喫茶室、自習室、図書室、野球場等の施設も整っている。
老朽化への対応や社員の教育環境整備・充実化を目的として、2020年から建て替え工事に入っている。安井建築設計事務所とJR九州コンサルタンツが設計を、五洋建設が施工を担当し、従来の建物の空きスペースを活用して地上2階建ての研修棟と地上4階建ての生活棟が建設され、完成後に既存建物が解体される。研修棟と生活棟は2022年3月に完成しており、実習線は2023年完成予定。

### 安全創造館
過去の列車事故などを展示し、安全意識向上を図るためのJR九州グループ社員用研修施設。2011年1月21日オープン。凸版印刷傘下のトータルメディア開発研究所が整備を手がけた。

## アクセス
- JR鹿児島本線・山陽本線門司駅より徒歩約20分
- 西鉄バス北九州門司駅前より約10分、下馬寄下車。